# كينغ (لاعب كرة قدم)
كينغ (1 يوليو 1970 بساو باولو في البرازيل - ) هو لاعب كرة قدم برازيلي في مركز الدفاع. لعب مع أتلتيكو مدريد ب وسبورتينغ براغا ونادي بنفيكا ونادي شاتورو ونادي كافالا ويونيكوس وVeria F.C. ‏ وThermaikos Thermis F.C. ‏ ونادي الخيسيراس ونادي فارنزي.